# Rubén Viñuales i Elías
Rubén Viñuales i Elías   (Tarragona, 26 de juny de 1983) és un advocat i polític català, i batlle de Tarragona des del 17 de juny de 2023. Anteriorment va exercir de diputat durant la tretzena legislatura del Parlament de Catalunya per Tarragona amb el Partit dels Socialistes de Catalunya. Es va llicenciar en Dret per la Universitat Rovira i Virgili. En l'actualitat treballa en el bufet d'advocats Vázquez & Viñuales i és professor de Dret d'Estrangeria a la Universitat Rovira i Virgili.

## Biografia
Va néixer a Tarragona en 1983 i es va llicenciar en Dret per la Universitat Rovira i Virgili (Tarragona). Va treballar en el  bufet d'advocats Vázquez & Viñuales Advocats. També va exercir de docent de Dret Privat per la mateixa URV, impartint Dret Internacional Privat i Dret d'Estrangeria. A banda, va impartir diverses conferències sobre temàtiques d'estrangeria en l'Il·lustre Col·legi d'Advocats de Tarragona.

## Trajectòria política
En les eleccions municipals de 2015 va ser candidat de Ciutadans a l'alcaldia de Tarragona, va aconseguir entrar en el consistori com a segona força més votada, amb 4 regidors, i esdevé el cap de l'oposició. Ell i els regidors del seu partit van marxar d'un ple en què es debatia una moció a favor de la independència catalana. Quatre dies després de l'1-O, va oferir al llavors l'alcalde socialista Josep Fèlix Ballesteros estabilitat política però sense entrar al govern municipal arran de la dimissió del regidor de Cultura Josep Maria Prats.
En les eleccions municipals de 2019 repetí com a candidat de Ciutadans i va mantenir els quatre regidors augmentant el nombre de vots en un miler, però perdent la condició de segona força.
El 29 de desembre del 2020 comunicava a la presidenta de Ciutadans, Inés Arrimadas i als mitjans de comunicació de la ciutat la seva dimissió com a regidor de Ciutadans a l'Ajuntament de Tarragona, donant-se de baixa del partit després de vuit anys de militància per discrepàncies amb l'executiva nacional.
Fitxant pel PSC per a les eleccions al Parlament de Catalunya de 2021 en les llistes com a número 2 per la província de Tarragona com a independent. El 25 de gener del 2021 després de les eleccions al Parlament de Catalunya de 2021, Rubén Viñuales s'afilia al PSC de Tarragona.
El 6 de juny del 2021, Salvador Illa crea l'anomenat Govern Alternatiu de Catalunya amb Viñuales com a Conseller de Justícia.
El 20 de maig del 2022, Viñuales és triat per l'assemblea de l'Agrupació Socialista de Tarragona, com a candidat del PSC a l'alcaldia de Tarragona a les eleccions municipals de 2023.